# Eckhard Christian
Eckhard Christian, född 1 december 1907 i Berlin, död 3 januari 1985 i Bad Kreuznach, var en tysk officer i Luftwaffe. Hans sista tjänstegrad var generalmajor.
Christian inträdde i marinen 1926 och blev fänrik i flottan 1930. Han övergick till flygvapnet 1934 som löjtnant, genomgick spaningsflygskola i Warnemünde, blev kapten 1935 och tjänstgjorde från 1938 vid riksluftfartsministeriet.   
Under andra världskriget var han bland annat gruppkommendör inom Kampfgeschwader 26. Han blev major 1940 och 1941 generalstabsofficer hos chefen för Wehrmachts ledningsstab samt generalstabschefen Alfred Jodls representant i Führerhögkvarteret. 1944 var han generalmajor och chef för flygvapnets ledningsstab. 
Han deltog som ställföreträdare för Hermann Göring och Karl Koller i Hitlers militära lägesgenomgång den 22 april 1945 i Führerbunkern i Berlin och flög samma dag till Schleswig-Holstein där han 8 maj tillsammans med regeringen Dönitz kom i engelsk fångenskap. Han blev frigiven 1947 och var därefter bosatt i Västtyskland.
Eckhard Christian var gift med Gerda Daranowski, en av Hitlers privatsekreterare.